# رابی برتون (بازیکن فوتبال)
رابی برتون (انگلیسی: Robbie Burton؛ زادهٔ ۲۶ دسامبر ۱۹۹۹) بازیکن فوتبال اهل ولز است.
از باشگاه‌هایی که در آن بازی کرده‌است می‌توان به باشگاه فوتبال آرسنال اشاره کرد.
وی همچنین در تیم‌های ملی فوتبال Wales national under-16 football team, Wales national under-17 football team, Wales national under-19 football team، و زیر ۲۱ سال ولز بازی کرده‌است.